# Communauté de communes du Nord du Bassin de Thau
Die Communauté de communes du Nord du Bassin de Thau ist ein ehemaliger französischer Gemeindeverband mit der Rechtsform einer Communauté de communes im Département Hérault in der Region Okzitanien. Sie wurde am 21. Dezember 2000 gegründet und umfasste sechs Gemeinden. Der Verwaltungssitz befand sich im Ort Villeveyrac. Der Gemeindeverband lag nördlich des namensgebenden Lagunensees Étang de Thau.

## Historische Entwicklung
Mit Wirkung vom 1. Januar 2017 fusionierte der Gemeindeverband mit der Communauté d’agglomération du Bassin de Thau (vor 2017) und bildete so die Nachfolgeorganisation Communauté d’agglomération du Bassin de Thau. Trotz der Namensgleichheit mit der Vorgängerorganisation handelt es sich um eine Neugründung mit anderer Rechtspersönlichkeit.

## Ehemalige Mitgliedsgemeinden
1. Bouzigues
2. Loupian
3. Mèze
4. Montbazin
5. Poussan
6. Villeveyrac